# NICO Touches the Walls no Best
NICO Touches the Walls no Best é o primeiro álbum best of da banda de rock japonesa NICO Touches the Walls, lançado em 5 de fevereiro de 2014, no NICO day, em celebração ao 10° aniversário da banda. O álbum inclui o single "Niwaka Ame ni Mo Makezu", usado como tema de abertura de Naruto Shippuden; as, até então, novas músicas "Rawhide" e "Pandora", usadas no filme Genome Hazard bem como uma nova versão da música "image training". O álbum foi lançado nas edições regular e limitada. O DVD da versão limitada inclui a gravação de um show em estúdio chamado "Walls Is (re)Beginning", onde todas as músicas de seu primeiro mini-álbum Walls Is Beginning são tocadas.

## Faixas
1. "Rawhide"
2. "Niwaka Ame ni Mo Makezu"
3. "Mr.ECHO"
4. "Natsu no Daisankakkei"
5. "Te o Tatake"
6. "Bicycle"
7. "Diver"
8. "Mosou Taiin A"
9. "Matryoshka -best ver.-"
10. "N Kyoku to N Kyoku"
11. "Kakera: Subete no Omoitachi e"
12. "Hologram"
13. "THE BUNGY"
14. "Broken Youth"
15. "Nashi no Hana"
16. "image training -2014-"
17. "Pandora[1]"

### Faixas do DVD
1. "Sono TAXI,160km/h"
2. "Yukue"
3. "Player"
4. "image training"
5. "Byouku"
6. "Ame no Blues"[1]